# The Protector (serie televisiva 2018)
The Protector (Hakan: Muhafiz) è una serie televisiva turca, la prima distribuita da Netflix dal 14 dicembre 2018 al 9 luglio 2020.

## Trama
Hakan è un giovane commerciante il cui mondo è sconvolto quando scopre di avere un legame con un ordine antico e segreto incaricato di proteggere Istanbul e ottiene poteri mistici attraverso tre oggetti magici. Sebbene accetti il suo destino come l'ultimo protettore della città, Hakan deve presto imparare ad usare i suoi doni per proteggere Istanbul dagli avidi e pericolosi immortali e risolvere inoltre un mistero del suo passato.

## Episodi
| Stagione         | Episodi | Pubblicazione Turchia | Pubblicazione Italia |
| ---------------- | ------- | --------------------- | -------------------- |
| Prima stagione   | 10      | 2018                  | 2018                 |
| Seconda stagione | 8       | 2019                  | 2019                 |
| Terza stagione   | 7       | 2020                  | 2020                 |
| Quarta stagione  | 7       | 2020                  | 2020                 |

## Produzione
Nel marzo 2018, Netflix ha annunciato che stava girando la prima stagione della serie, composta da 10 episodi. La lavorazione è iniziata il 7 marzo dello stesso anno a Istanbul. Tuttavia, l'azienda non era soddisfatta dei primi cinque episodi girati dal regista Can Evrenol e diverse scene sono state eliminate. Allora cercò nuovi registi e alla fine consegnò il progetto a Umut Aral e Gönenç Uyanık, che dovettero girare nuovamente alcune scene. Infine, Netflix fu soddisfatta del lavoro svolto.
Le riprese della seconda stagione sono iniziate nel giugno 2018. Çağatay Ulusoy, Ayça Ayşin Turan, Hazar Ergüçlü e Okan Yalabık sono tornati a far parte del cast principale, insieme a nuovi attori: Burçin Terzioğlu, Boran Kuzum, Saygın Soysal e Engin Öztürk.

## Promozione
Il 1º ottobre 2018, Netflix ha pubblicato il teaser della serie sul proprio account YouTube ufficiale. Il 14 novembre 2018, Netflix ha pubblicato il trailer ufficiale e il poster promozionale della serie.